# Pachypasa jamiesoni
Pachypasa jamiesoni is een vlinder uit de familie van de spinners (Lasiocampidae). De wetenschappelijke naam van de soort is voor het eerst geldig gepubliceerd in 1915 door Bethune-Baker.